# Stereocyclops
Stereocyclops é um gênero de anfíbios da família Microhylidae.
As seguintes espécies são reconhecidas:
- Stereocyclops histrio (Carvalho, 1954)
- Stereocyclops incrassatus Cope, 1870
- Stereocyclops palmipes Caramaschi, Salles & Cruz, 2012
- Stereocyclops parkeri (Wettstein, 1934)